# جوانان در اورگن
جوانان در اورگن (انگلیسی: Youth in Oregon) یک فیلم در ژانر کمدی-درام به کارگردانی ژول دیوید مور است که در سال ۲۰۱۶ منتشر شد.

## بازیگران
- فرانک لانگلا
- بیلی کروداپ
- کریستینا اپل‌گیت
- نیکولا پلتز
- جاش لوکاس
- مری کی پلیس
- رابرت جی. هوگن
- ماریان پلانکت
- آرون یو
- ادوارد هیبرت
- کارلا کِـوِدو